# Alexandru Vagner
Alexandru Vagner (Azuga, Rumania; 19 de agosto de 1989-Brasov, Rumania, 30 de septiembre de 2022) fue un futbolista rumano que jugaba en la posición de centrocampista.

## Carrera
| Periodo   | Club                       |
| --------- | -------------------------- |
| 2006–2010 | Gloria Bistriţa            |
| 2006–2007 | → FC Baia Mare (cedido)    |
| 2007–2008 | → Forex Brașov (cedido)    |
| 2010      | → FCM Târgu Mureș (cedido) |
| 2010–2013 | FCM Târgu Mureș            |
| 2013–2014 | AS SR Brașov               |
| 2015–2017 | Concordia Chiajna          |
| 2016–2017 | → SR Brașov (cedido)       |
| 2017      | Petrolul Ploiești          |
| 2017–2018 | SR Brașov                  |
| 2021      | SR Brașov                  |
| 2022      | Inter Cristian             |

## Fallecimiento
Sufrió un ataque cardiaco durante un entrenamiento con el Inter Cristian, por lo que fue llevado de emergencia al Hospital de Emergencias del Distrito de Brasov pero no reaccionó, falleciendo a los 33 años.